# 1497
1497 (MCDXCVII) a fost un an comun al calendarului iulian, care a început într-o zi de duminică.

## Evenimente
- 26 octombrie: Bătălia de la Codrii Cosminului (lângă Cernăuți, Ucraina). Moldovenii înving, sub conducerea lui Ștefan cel Mare, în Codrii Cosminului pe regele polonez Ioan Albert.

## Nașteri
- 16 februarie: Philipp Melanchthon, teolog german (d. 1560)

## Decese
- 6 februarie: Johannes Ockeghem  (n. 1410)
- 3 ianuarie: Beatrice d'Este  (n. 1475)
- 7 noiembrie: Filip al II-lea, Duce de Savoia  (n. 1438)
- 14 iunie: Giovanni Borgia, duce de Gandia  (n. 1476)
- dată necunoscută: Albert Brudzewski  (n. 1445)
- dată necunoscută: Ilona Szilágyi  (n. ?)